# Техничка школа Неготин
Техничка школа у Неготину почела је рад са два одељења 1966. године као истурено одељење тадашњег Образовног центра „Иво Лола Рибар” из Бора под називом: Школа са практичном обуком „Иво Лола Рибар” Бор – одељење у Неготину.
Настава се изводила у фабрици ИХП Прахово за чије потребе је и основана, да би се из године у годину селила и као подстанар радила у просторијама ОШ „Вук Караџић” и Гимназије. У Букову 1972. године, школа је добила своју зграду, али и њу напушта 1984. и сели се у зграду Завода за васпитање младих.
Марта 1996. године Министарство за рад, борачка и социјална питања својом одлуком укида завод и од тада школа добија на располагање целу зграду, а тиме и просторне могућности да на најбољи начин реши питање организације васпитно – образовног рада.

## Образовни кадрови
Школа је регистрована за средње образовање. Од почетка па до данас школовали су се кадрови:
- Хемијско – технолошки II, III, IV степен
- Економско – комерцијални III, IV степен, машински II, III, IV, V степен и електро III и IV степен

Одлуком Министарства просвете, 1994. године, школа је образовала кадрове за подручја рада:
- Машинство и обрада метала (образовни профили)
- Машински техничар за компјутерско конструисање IV степен
- Машински техничар IV степен
- Аутомеханичар III степен
- Механичар грејне и расхладне технике III степен
- Електротехника (образовни профили)
- Електротехничар рачунара IV степен
- Електротехничар електромоторних погона IV степен
- Електромеханичар за машине и опрему III степен
- Електромонтер мреже и постројења III степен

Министарство просвете и спорта је школи одобрило извођење наставе на следећим образовним профилима:
- Електротехничар информационих технологија
- Електротехничар рачунара
- Машински техничар моторних возила
- Аутомеханичар
- Електромеханичар за машине и опрему
- Машински техничар за компјутерско конструисање
- Машински техничар грејне и расхладне технике
- Електромонтер мрежа и постројења
- Аутоелектричар